# Märjamaa
Märjamaa (em estoniano:  Märjamaa vald) é um município rural estoniano localizado na região de Raplamaa.